# Kanadisch-Gälische Sprache
Die kanadisch-gälische Sprache (gälisch Gàidhlig Chanada,  A' Ghàidhlig Chanèideanach, Gàidhlig Cheap Bhreatainnis) ist eine aus dem Schottisch-Gälischen entstandene Sprache, die über mehr als 200 Jahre durchgehend auf der Kap-Breton-Insel und in abgeschiedenen Exklaven auf dem Festland Neuschottlands gesprochen wurde. In geringerem Ausmaß wird die Sprache auch auf der nahegelegenen Prince Edward Island (PEI) und von in großen kanadischen Städten wie Toronto lebenden, emigrierten Schotten gesprochen. Auf seinem Höhepunkt um die Mitte des 19. Jahrhunderts war das Gälische – nach Englisch und Französisch – die dritthäufigste in Kanada gesprochene Sprache. Seither nahm ihr Gebrauch drastisch ab, bis sie heute nahezu ausgestorben ist. Obschon die Sprache teilweise als Dialekt der schottisch-gälischen Sprache angesehen wird, wird das Kanadisch-Gälische mehrheitlich als eigenständige Sprache betrachtet.
Kanadisches Gälisch wird in Neuschottland nach vorsichtigen Schätzungen von etwa 500 bis 1.000 vorwiegend älteren Menschen gesprochen.

## Die ersten Sprecher
Im Jahre 1621 gestattete König James VI. von Schottland dem Freibeuter William Alexander, die erste schottische Kolonie in Übersee zu gründen. Eine Gruppe Hochländer – alle gälischsprachig – siedelten sich in einem Gebiet im Westen Neuschottlands an, das heute als Port Royal bezeichnet wird. Innerhalb eines Jahres brach die Kolonie jedoch zusammen. Sämtliche Versuche, die Kolonie zu retten, scheiterten, da im Vertrag von Saint-Germain-en-Laye (1632) Neuschottland französisch wurde.
Fast ein halbes Jahrhundert später, im Jahre 1670, wurden der Hudson’s Bay Company exklusive Handelsrechte in ganz Nordamerika zugesprochen, die bis weit über die Hudson Bay reichten (ungefähr 3,9 Millionen km²). Viele der Händler stammten aus dem schottischen Hochland, die das Gälische ins Landesinnere trugen. Diejenigen, die unter der ortsansässigen indianischen Bevölkerung einheirateten, gaben ihre Sprache an die folgenden Generationen weiter. Die Auswirkung dieser Heiratspraxis war, dass Mitte des 18. Jahrhunderts eine deutliche Bevölkerung von Métis (Mischlingen) schottischer und eingeborener Herkunft existierte, die Handel betrieb und gälischsprachig war.

## Die Besiedlung
Kap Breton blieb französisches Hoheitsgebiet bis 1758, obwohl seit 1713 der größte Teil Neuschottlands bereits in britischem Besitz war, als Fort Louisbourg einschließlich der restlichen Gebiete Neufrankreichs in der Schlacht in den Ebenen von Abraham britisch wurde. 1770 landeten die ersten schottischen Siedler in St. John’s Island auf Prince Edward Island. Viele gälischsprachige Familien waren im Zuge der Vertreibungen aus dem schottischen Hochland (Fuadaich nan Gàidheal/Highland Clearances, ab 1762) gezwungen, ihr europäisches Heimatland für immer zu verlassen. 1784 waren Prince Edward Island und Neuschottland überwiegend gälischsprachig. Schätzungsweise mehr als 50.000 gälischsprachige Siedler wanderten in Neuschottland und Cape Breton Island zwischen 1815 und 1870 ein.

## Die Red-River-Kolonie
1812 erhielt Thomas Douglas, 5. Earl of Selkirk, 300.000 Quadratkilometer Land, um eine Kolonie an der Flussgabelung des Red River zu errichten (das spätere Manitoba). Mit Hilfe seines Angestellten und Freund, Archibald McDonald, schickte Selkirk mehr als 70 schottische Siedler in das Gebiet, um dort eine kleine von Landwirtschaft lebende Kolonie zu gründen. Viele dieser Siedler sprachen Gälisch. Die Siedlung zog im Laufe der Zeit viele einheimische Indianerstämme an und führte zu einem engen Handelskontakt zwischen Schotten (aus den Lowlands, den Highlands und den Orkney-Inseln), Engländern, Franzosen, Cree, Ojibwe, Saulteaux und Métis. Als Ergebnis dieses einzigartigen Sprachkontakts entstand das sogenannte Bungee, eine Mischsprache aus Gälisch, Englisch mit vielen Begriffen aus den unterschiedlichen örtlichen Indianersprachen. Es ist allerdings strittig, ob es sich um eine voll entwickelte Mischsprache (Kreol) oder um ein Pidgin handelte. Heute ist der schottische Métis-Dialekt in der dominanten französischen Métis-Kultur aufgegangen. Der Bungee-Dialekt ist mit großer Wahrscheinlichkeit ausgestorben.
In den 1840er Jahren wurde der anglikanische Priester Dr John Black aus Toronto in die Siedlung am Red River geschickt, um das Wort Gottes zu predigen. Die Gemeinde reagierte auf seine Anwesenheit allerdings mit großer Enttäuschung, da er keine Gälischkenntnisse besaß. Im Verlauf der Zeit wuchs die Bevölkerung auf 300 Personen an, aber in den 1860ern gab es mehr französischsprachige Métis als gälischsprachige Schotten und die Spannungen zwischen den beiden Gruppen führten letztlich zur Red-River-Rebellion.

## Das 19. Jahrhundert
Um 1850 war Gälisch nach Englisch und Französisch die dritthäufigste Muttersprache im britischen Teil Nordamerikas. Es wird angenommen, dass es von mehr als 200.000 britischstämmigen Nordamerikanern gesprochen wurde. Ein großer Teil der irisch-gälischsprachigen Bevölkerung immigrierte in die schottisch-gälischsprachigen Gemeinden und die irischen Siedlungen in Neufundland. Auf Prince Edward Island und in Cape Breton gab es große Gebiete mit einsprachiger schottisch-gälischsprechender Bevölkerung. Gälischsprachige Gemeinden gab es um Pictou und Antigonish im Nordosten Neuschottlands; weitere Gemeinen fanden sich in Glengarry, Stormont, Grey und Bruce Counties in Ontario; im Codroy Valley in Neufundland; in Winnipeg, Manitoba und dem östlichen Québec.
1867 war die am weitesten verbreitete Muttersprache unter den Gründern der kanadischen Konföderation Gälisch. 1890 stellte Thomas Robert McInnes, ein Senator von British Columbia fest, dass 10 Senatoren schottisches und 8 irisches Gälisch sprachen und weitere 32 Mitglieder des House of Commons entweder schottisches oder irisches Gälisch beherrschten. Sein Versuch, Gälisch bei offiziellen Anlässen zu verwenden, scheiterte jedoch. Dennoch ist bekannt, dass ein Gerichtsverfahren in Baddeck ganz in Gälisch geführt wurde.

## Gründe für den Rückgang des Gälischen
Trotz der langen Tradition des Gälischen in Kanada ging der tägliche Gebrauch und die Anzahl der Sprecher, die die Sprache fließend beherrschten, nach 1850 stetig zurück. Der Rückgang war das Ergebnis von Vorurteilen außerhalb, aber auch innerhalb der gälischsprachigen Gemeinschaft. Des Weiteren wurde Gälisch seitens der Regierung und der Bildungsbehörde aggressiv bekämpft, der Gebrauch des Englischen dagegen wurde massiv gefördert.
Gegen Gälisch gab es in Großbritannien seit Generationen große Vorurteile, da die Sprecher der gälischen Sprache in Irland wie auch in Schottland zu Unrecht mit Armut, Mangel an Bildung und Kultur, Trinksucht, Gewalt, Schmutz und Krankheit sowie Faulheit in Verbindung gebracht wurden. Es galt weithin die Meinung, dass diese Menschen nur mit Hilfe der englischen Sprache und Kultur zu zivilisieren seien. Diese Meinung wurde auch von vielen armen Landbewohnern des schottischen Hochlands geteilt, die im Erlernen des Englischen den einzigen Ausweg sahen, ihrer wirtschaftlichen Misere zu entrinnen. Gälisch war auf diesem Weg nur hinderlich und wurde bewusst nicht an die Folgegenerationen weitergegeben. Der Status der gälischen Sprache war auf den britischen Inseln sehr niedrig. Es verwundert daher nicht, dass diese negativen Einstellungen gegenüber der Sprache auch in die Neue Welt übernommen wurden. Das schottisch-amerikanische Journal berichtete spöttisch, dass „die vorbereitenden Unerlässlichkeiten“ für das Erlernen des Gälischen folgende Aspekte seien: „eine ordentliche Auswahl von Nussreiben zu schlucken, eine chronische Bronchitis zu bekommen, die Nasenlöcher hermetisch zu verstopfen oder sich einer Kieferverschiebung zu unterziehen“.
Dass Gälisch in seinem Mutterland keinen offiziellen Status erhalten hatte, machte es der kanadischen Regierung leicht, die Belange der heimischen Sprecher zu ignorieren. So war die allgemeine Meinung, dass die Sprache bestenfalls geeignet sei für die Dichtkunst und das Erzählen von Märchen.
Mit dem Ausbruch des Zweiten Weltkriegs unternahm die kanadische Regierung den Versuch, Gälisch im öffentlichen Gebrauch zu unterdrücken. Die Regierung glaubte, dass Gälisch von Umstürzlern, die mit Irland in Verbindung gebracht wurden, genutzt wurde. Irland war zwar ein neutrales Land, das aber die Naziherrschaft tolerierte. In Prince Edward Island und Cape Breton, wo die Hochburgen des Gälischen waren, wurde der aktive Gebrauch durch körperliche Züchtigung in den Schulen entmutigt. Die Kinder wurden mit dem maide-crochaidh (Hängestock) geschlagen, wenn sie beim Gälischsprechen erwischt wurden.
Arbeitsplätze für einsprachige Gälen waren sehr eingeschränkt und in den schrumpfenden gälischsprachigen Gemeinden meist auf schwere Minenarbeit und die Fischerei beschränkt. Der einzige Weg für den gesellschaftlichen Erfolg in Kanada war das Erlernen der englischen Sprache. Die gälischsprachigen Eltern hörten massenweise auf, Gälisch mit ihren Kindern zu sprechen. Dieser plötzliche Einbruch in der Vermittlung der gälischen Sprache aufgrund von Vorurteilen und Scham ist der Hauptgrund für den Rückgang der gälischen Sprache im 20. Jahrhundert.

## Gälischsprecher in Kanada
| Jahr | Sprecher    |
| ---- | ----------- |
| 1850 | 200.000     |
| 1900 | 80.000      |
| 1930 | 30.000      |
| 2000 | 500 - 1.000 |

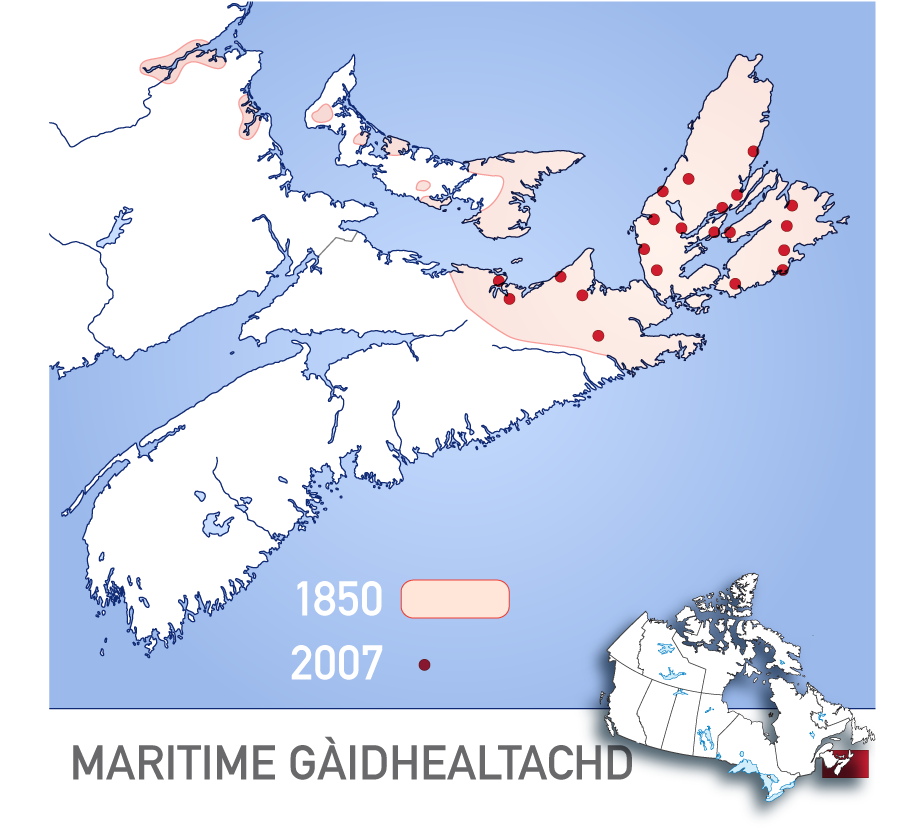
Die gälischsprachigen Gebiete des maritimen Kanadas.

Vereinzelt gibt es noch Nischen für Sprecher der Sprache in Cape Breton und in den traditionellen Hochburgen in Christmas Island, North Shore und Baddeck.

## Orte in Kanada mit Kanadisch-Gälischen Namen

### Orte auf Cape Breton Island(Eilean Cheap Breatainn)
- Broad Cove: An Caolas Leathann
- Glendale: Bràigh na h-Aibhneadh
- Inverness: Baile Inbhir Nis or An Sithean
- Judique: Siùdaig
- Mabou: Màbu or An Drochaid
- Southwest Margaree: Bràigh na h-Aibhne
- Whycocomagh: Hogamah
- Baddeck: Badaig
- Iona: Sanndraigh
- The North Shore: An Cladach a Tuath
- St. Ann’s: Baile Anna
- Christmas Island: Eilean na Nollaig
- Big Beach: An Tràigh Mhòr
- Grand Mira: A' Mhira Mhòr
- Big Pond: Am Pòn Mòr
- Loch Lomond: Loch Laomainn
- Marion Bridge: Drochaid Mhira
- Sydney: Baile Shidni
- Grand River: Abhainn Mhòr
- Port Hastings: Còbh a' Phlàstair
- Port Hawkesbury: Baile a' Chlamhain or An Gut

### Orte auf Nova Scotia(Tìr Mór na h-Albann Nuaidh)
- Antigonish Am Baile Mòr
- Arisaig Àrasaig
- Giant’s Lake: Loch an Fhamhair
- Halifax Halafacs
- New Glasgow Am Baile Beag oder Glaschu Nuadh

### Sonstiges Kanada
- Glengarry County, Ontario Siorrachd Gleanna Garadh
- Bruce County, Ontario Siorramachd Bhruis
- Nova Scotia Alba Nuadh or Alba Ùr
- Neufundland und Labrador Talamh an Èisg or Eilein a' Trosg
- Prince Edward Island: Eilean Eòin or An t-Eilean Dearg; Eilean a' Phrionnsa
- Lewes, Prince Edward Island An Tuirc
- Calgary, Alberta Calgarraidh
- Stornoway, Quebec Steòrnabhagh